# フレッド・アステア&ジンジャー・ロジャース

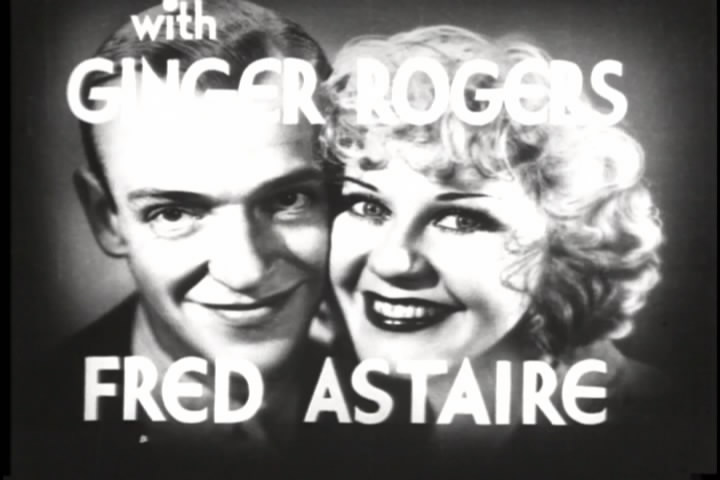
フレッド・アステアとジンジャー・ロジャース初映画共演作であった『空中レヴュー時代』

フレッド・アステア&ジンジャー・ロジャースは、10本に及ぶ映画でダンス・パートナーを組んでいた映画史上の名コンビである。そのうち1933年から1939年にかけてRKOで9本の映画、MGMで1949年に1本の映画でダンス・コンビを組んだ。1949年の映画『ブロードウェイのバークレー夫妻』はアステアとロジャースのコンビ作では唯一のテクニカラーで撮られた映画である。

## フィルモグラフィ
- 空中レヴュー時代 Flying Down to Rio （1933年）
- コンチネンタル The Gay Divorcee （1934年）
- ロバータ Roberta （1935年）
- トップ・ハット Top Hat （1935年）
- 艦隊を追って Follow the Fleet （1936年）
- 有頂天時代 Swing Time （1936年）
- 踊らん哉 Shall We Dance （1937年）
- 気儘時代 Carefree （1938年）
- カッスル夫妻 The Story of Vernon and Irene Castle （1939年）
- ブロードウェイのバークレー夫妻 The Barkleys of Broadway （1949年）